# Frédéric Auguste Bartholdi
Frédéric Auguste Bartholdi (2. srpna 1834, Colmar – 4. října 1904, Paříž) byl francouzský sochař a architekt.

## Život
Narodil se v Colmaru ve francouzském Alsasku, kde také vystudoval architekturu. V jejím studiu pokračoval poté v Paříži, kde zároveň studoval také malířství. Během doby se ale stal jedním z nejoslavovanějších sochařů 19. století, kdy se proslavil jak v Evropě, tak i v Severní Americe.
Jeho nejznámějším dílem je bezesporu Socha Svobody, darovaná vládou Francie v roce 1886 Spojeným státům. Tvář sochy je prý vytvořena podle tváře Bartholdiho matky. Před započetím této zakázky Bartholdi osobně navštívil Spojené státy a vybral přístav v New Yorku za vhodné místo pro postavení sochy.
Velmi známé je také jeho evropské dílo Belfortský lev v Belfortu ve Francii. Obrovská socha lva, vytesaná do skalní stěny, oslavuje nezměrné úsilí Francouzů o zastavení pruského vpádu na konci Prusko-francouzské války.
Ostatní velká Bartholdiho díla zahrnují mnoho soch postavených na různých místech světa, včetně jeho domovského města Colmaru, Clermont-Ferrandu a Paříže. Mezi těmito díly jsou mj.:
- Švýcarsko pomáhá Štrasburku v Basileji ve Švýcarsku – socha byla darem města Štrasburk jako ocenění pomoci městu během Prusko-francouzské války
- Bartoldiho fontána v Bartoldiho parku, botanické zahradě ve Washingtonu
- Socha Markýze de Laffayette v New Yorku na Union Square
- Čtyři andělští trubači na rozích věže Prvního baptistického kostela v Bostonu, Massachusetts
- Laffayettův a Washingtonův památník v Morningside parku v New Yorku
- Bartholdiho fontána na Place des Terreaux v Lyonu ve Francii

Fréderic Auguste Bartholdi zemřel na tuberkulózu 4. října 1904 v Paříži. Je pohřben na hřbitově na Montparnassu.

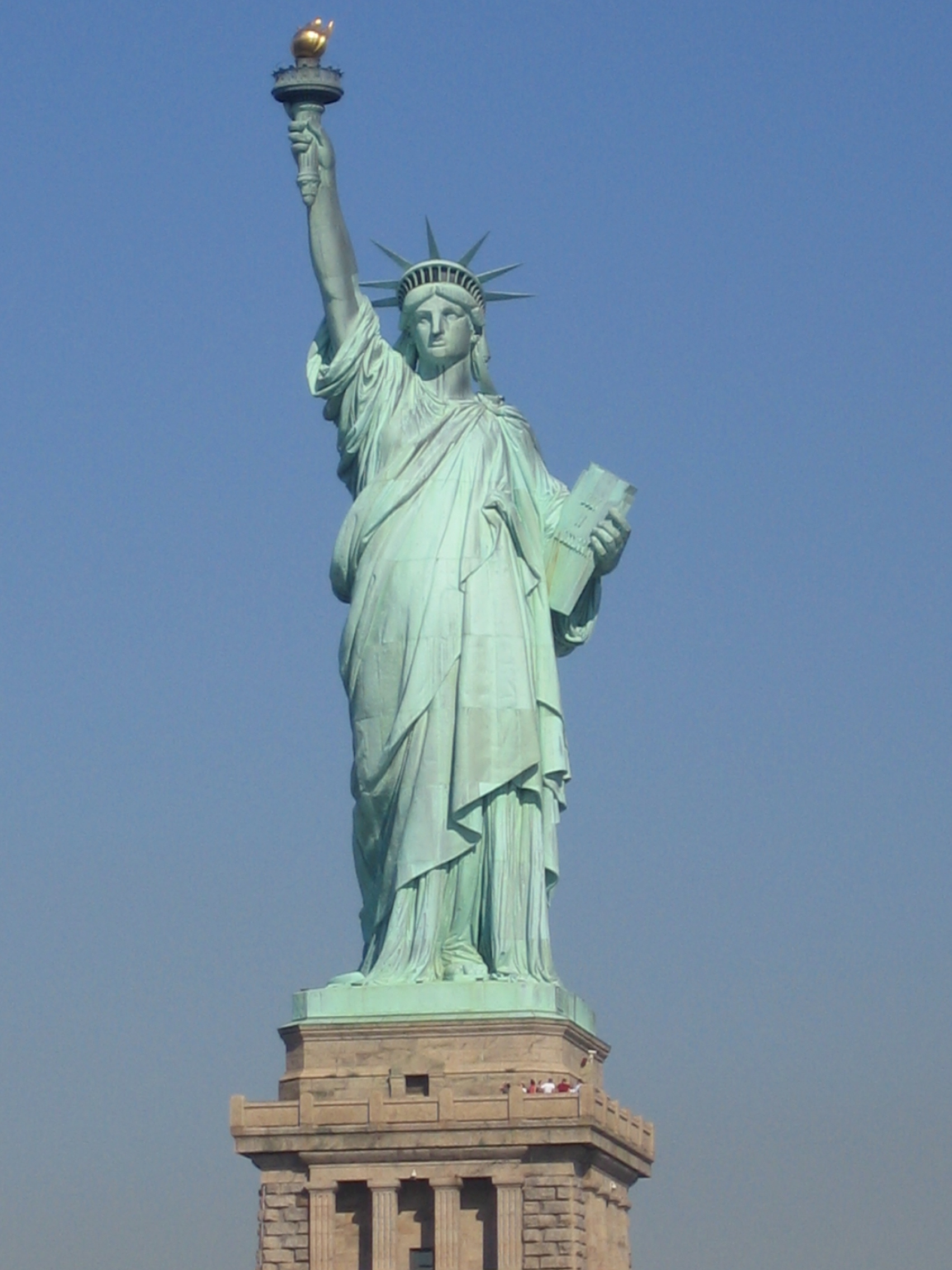
Socha Svobody v New Yorku
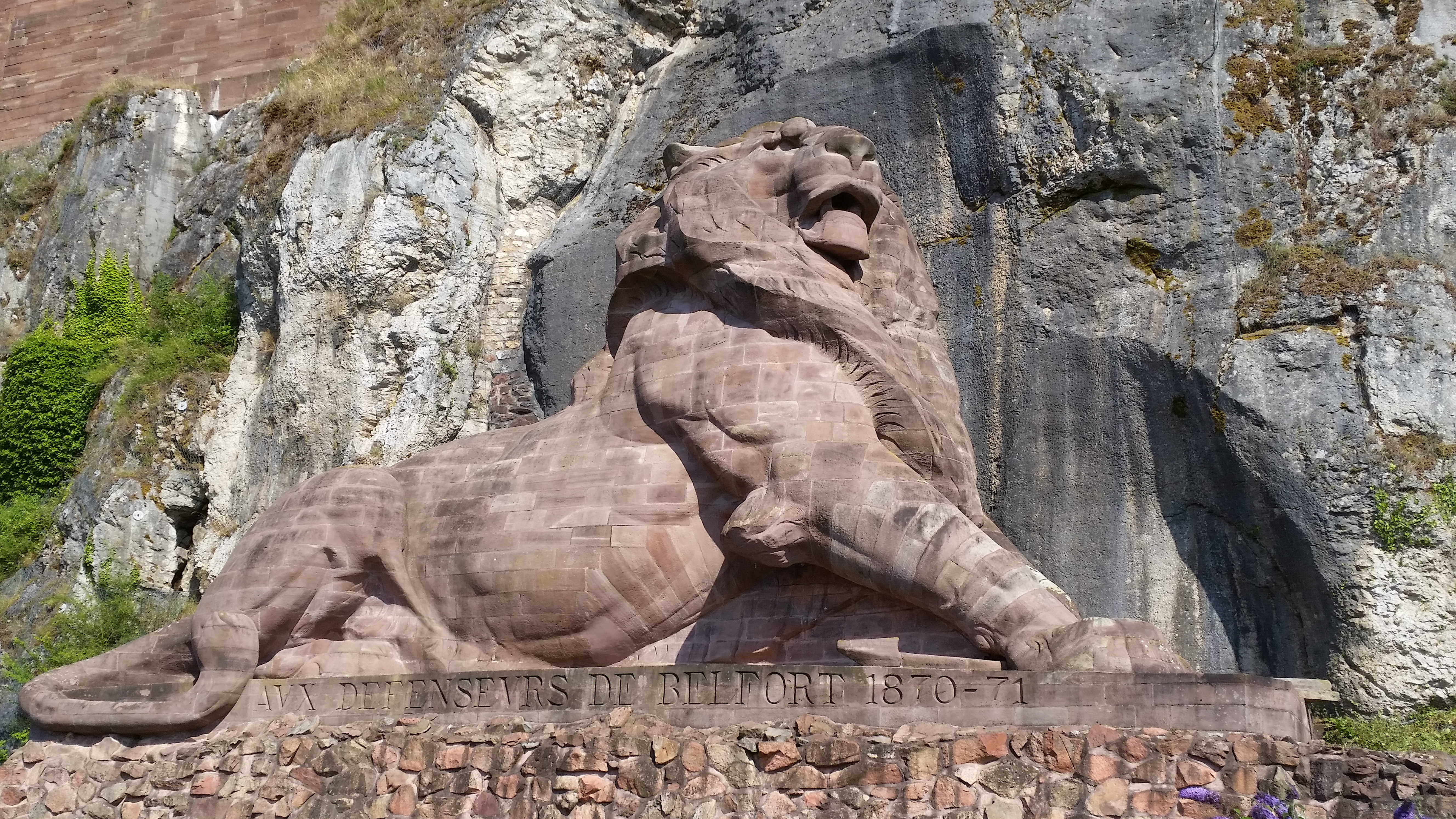
Belfortský lev
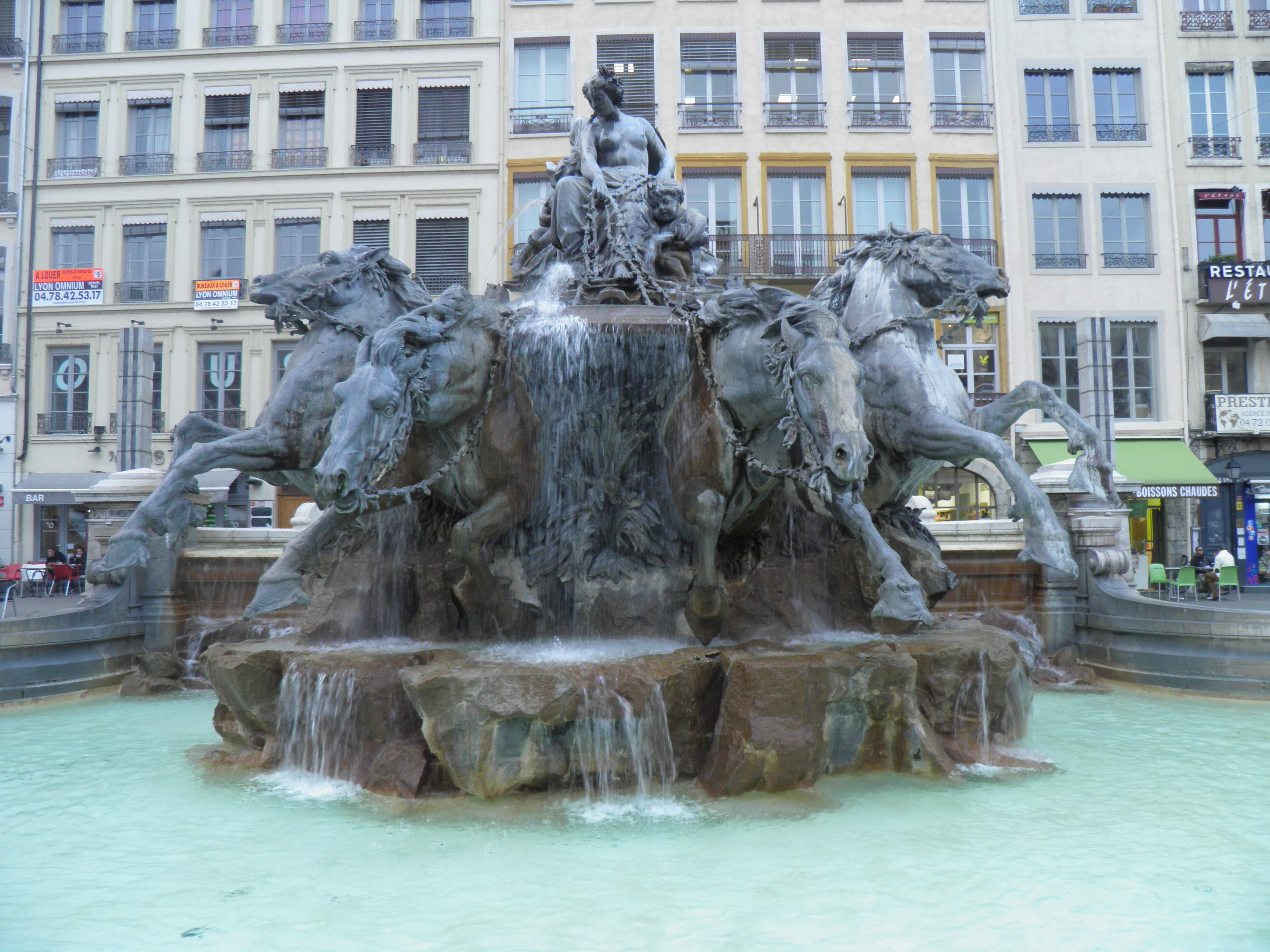
Fontána Bartholdi
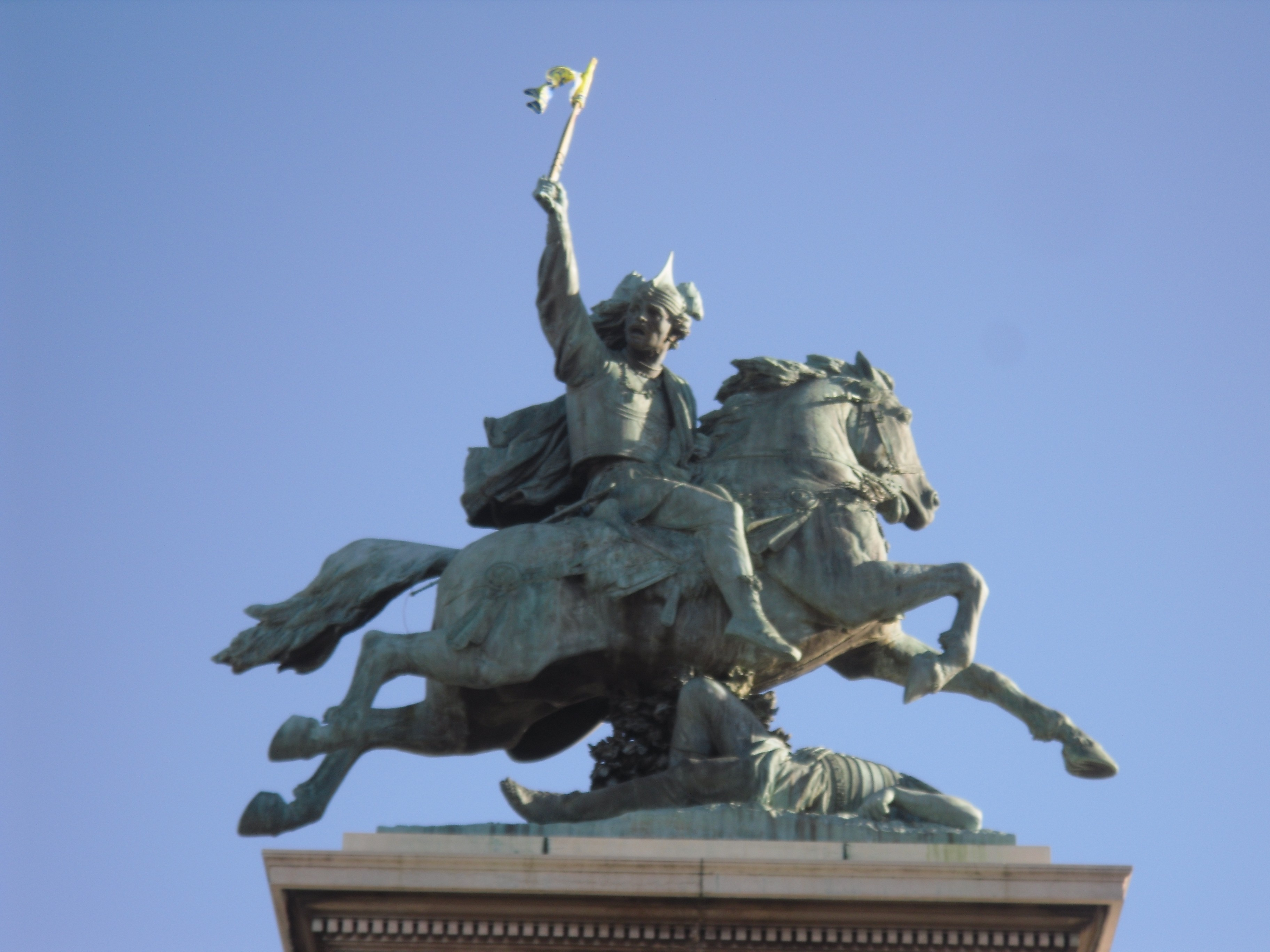
Vercingetorix, Clermont-Ferrand